# Het Laatste Oordeel (Rogier van der Weyden)
Het Laatste Oordeel is een retabel van Rogier van der Weyden, een kunstschilder uit de school van de Vlaamse Primitieven. 
Rogier van der Weyden schilderde het hoogstwaarschijnlijk tussen 1445 en 1450 in opdracht van Nicolas Rolin, kanselier van de Bourgondische hertog Filips de Goede.
Dit werk heeft, als het opengeklapt is, het Laatste Oordeel als onderwerp en is te zien in de Hospices de Beaune in Frankrijk.
Het is zeker een van Van der Weydens meest ambitieuze werken, vergelijkbaar met zijn Kruisafneming in het Museo Nacional del Prado in Madrid. 

## Geschiedenis
Nicolas Rolin bestelde de polyptiek bij Rogier van der Weyden voor de Hospices de Beaune in 1443, het jaar waarin hij het hospitaal had gesticht.
Documenten over de bestelling van het werk zijn bewaard gebleven, en, ongebruikelijk voor een Vlaams altaarstuk, bleven de kunstenaar, de opdrachtgever, de opstellingsplaats en de datum van afwerking bewaard. Het schilderij was bedoeld om in het centrum van de kapel te staan. Van der Weyden was klaar met zijn werk in 1451, het jaar waarin de kapel werd ingewijd. Het werd vervaardigd in het atelier van Van der Weyden in Brussel, hoogstwaarschijnlijk met de hulp van zijn leerlingen. De panelen werden dan vervoerd naar het hospitaal. Het Laatste Oordeel werd voor het eerst genoemd in een inventaris van 1501 toen het opgesteld stond op het hoofdaltaar.
Het retabel moest zowel troost als waarschuwing geven aan de stervenden. Het moest hen herinneren aan hun geloof en hun laatste gedachten naar het goddelijke leiden. Dat is af te leiden uit de positie van het schilderij in de ziekenzaal. Rolin vroeg dat 30 bedden met bedlegerige zieken (twee per bed) zo werden geplaatst dat ze het schilderij konden zien.

## Beschrijving
Deze polyptiek bestaat uit negen panelen waarvan enkele nog in hun originele lijst. Oorspronkelijk bestond het hele werk uit olieverf op eiken panelen; later werden gedeelten op doek overgebracht. Zonder de lijsten is het 220 cm hoog en 548 cm breed.

### Buitenkant

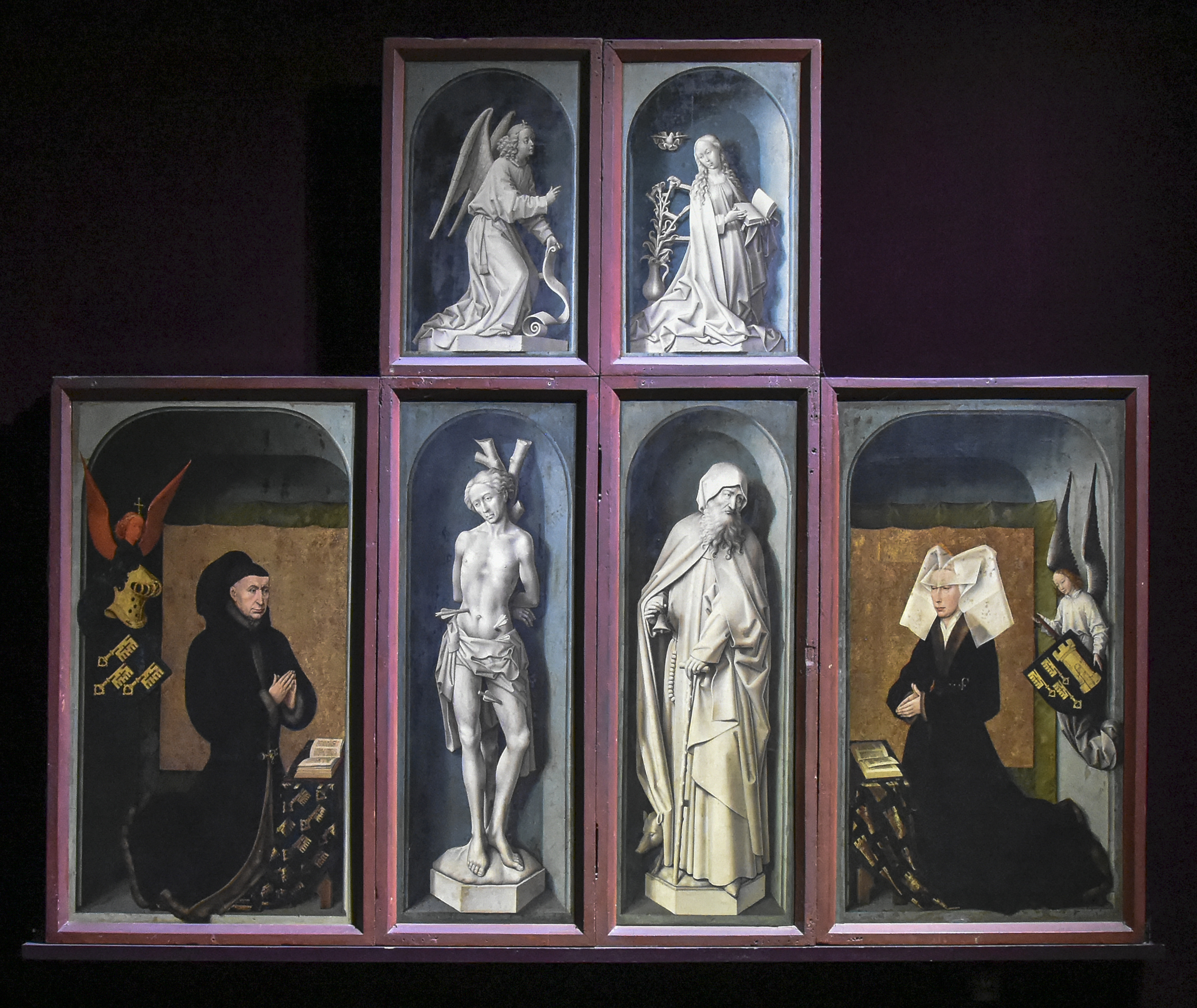
Met gesloten luiken

De zes panelen, die met scharnieren opgehangen zijn, tonen, als ze gesloten zijn, de schenkers, Nicolas Rolin, zijn vrouw Guigone de Salins en de heiligen  Sebastiaan en  Antonius. Guigone de Salins is begraven voor de plaats waar het schilderij oorspronkelijk was opgesteld, centraal in de grote ziekenzaal.
Men deed het nodige om het schilderij ook in gesloten toestand te kunnen tonen; iets wat traditioneel zichtbaar was; de binnenkant was enkel te zien op bepaalde zondagen of op kerkelijke feestdagen.

### Binnenkant

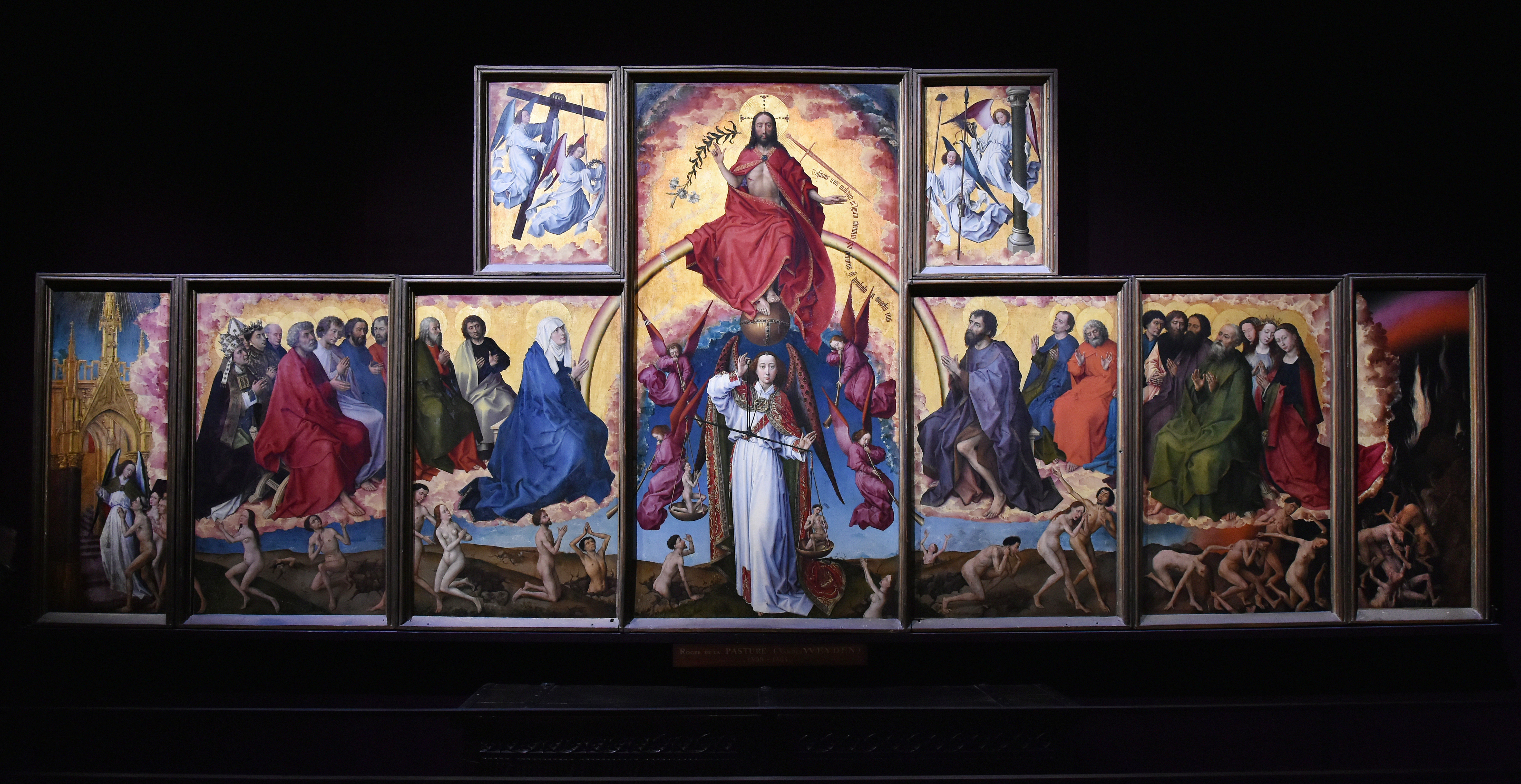
Het Laatste Oordeel

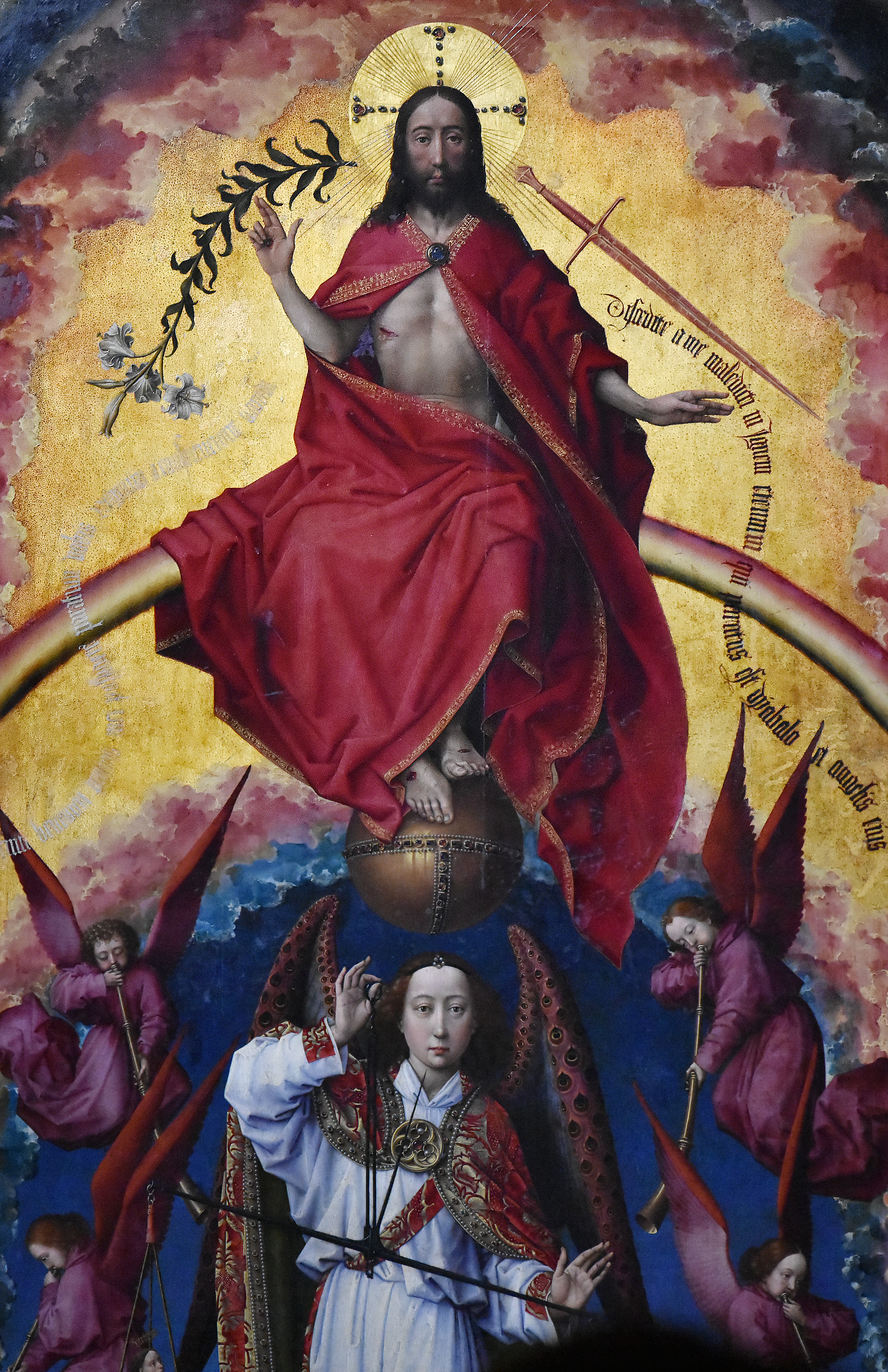
Detail van het centrale paneel

Het centrale paneel toont een oordelende Christus, gezeten op een regenboog met de voeten op een gouden globe. Onder hem is de aartsengel Michaël afgebeeld die een weegschaal vasthoudt om zielen te wegen.
Voor de toeschouwer is de poort van de hemel helemaal links te zien terwijl de ingang van de hel aan de andere zijde is afgebeeld. De andere panelen onderaan tonen een doorlopend landschap waarbij de figuren, nadat ze hun oordeel hebben ontvangen, naar hun uiteindelijke bestemming gaan.

## Huidige staat
Het werk is in slechte staat en verplaatst om het te beschermen tegen het zonlicht op zijn vroegere locatie. Om en bij de 300.000 bezoekers zien het schilderij jaarlijks. Het heeft te lijden van verf die loskomt, vuil en stof en het verouderen en verdonkeren van zijn kleuren. Tijdens een restauratie werd het hele werk afgedekt met een verflaag. 